# Lis Wessberg

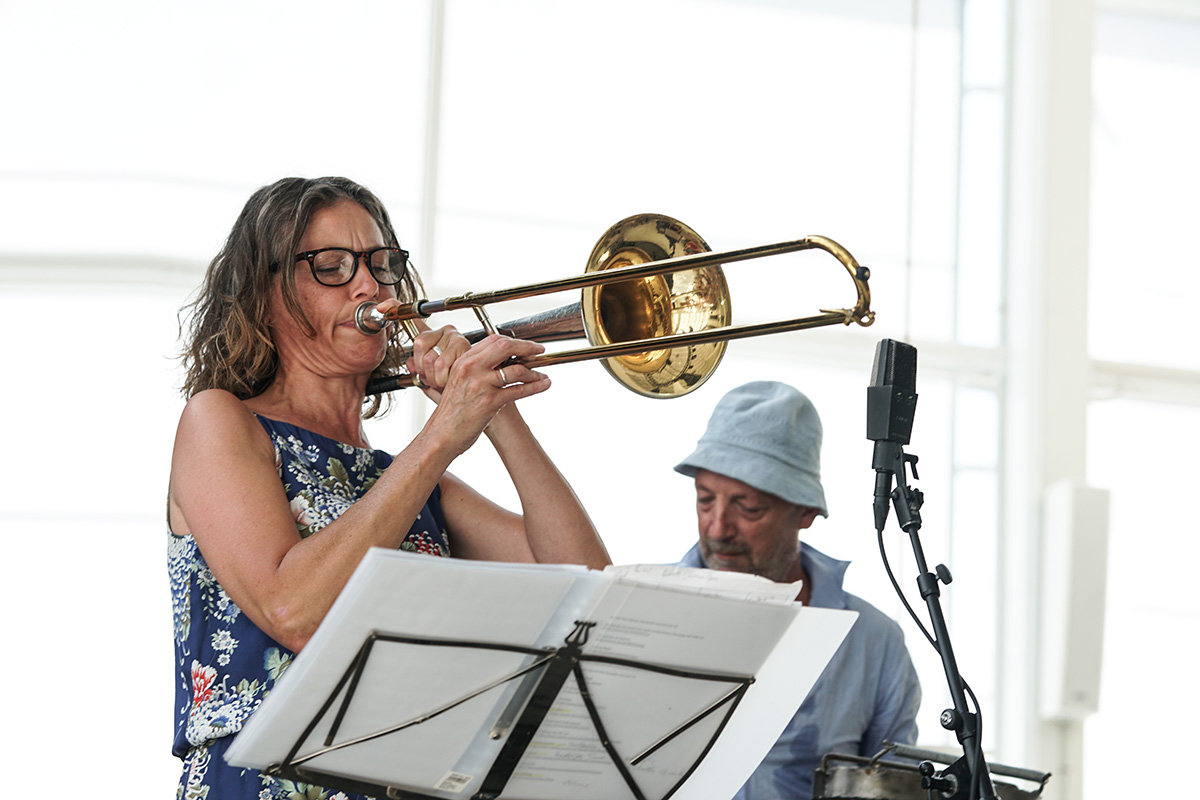
Lis Wessberg (2018, halb verdeckt Jacob Andersen)

Lis Wessberg (* 1967) ist eine dänische Jazzmusikerin (Posaune, auch Stimme, Perkussion).

## Wirken
Wessberg gehörte zu Beginn der 1990er Jahre zu Sophisticated Ladies (gemeinsam mit Christina von Bülow), aber auch zum Copenhagen Art Ensemble; mit beiden Gruppen spielte sie mehrere Alben ein. Sie hat mit einer großen Anzahl Künstler wie Lennart Ginman, Joyce Moreno, Paulinho Braga, Claus Høxbroe, Jan Kaspersen, Katrine Suwalski und der DR Big Band gearbeitet. Mit Fredrik Lundins Overdrive trat sie 2005 beim JazzFest Berlin auf. Sie gehörte zu Marilyn Mazurs Band Shamania, mit der sie 2019 bei Jazz Baltica auftrat und das gleichnamige, mit dem Preis der deutschen Schallplattenkritik ausgezeichnete Album, einspielte. Mit Amanda Sedgwick und weiteren skandinavischen Musikerinnen ist sie Mitglied der Sisters of Jazz. 2024 folgte ihr Album Twain Walking.
Weiterhin tourte Wessberg mit Ray Charles, Bob Berg, Randy Brecker, Ernie Wilkins Allmost Bigband, Stéphane Belmondo, Duke Jordan und Kid Creole and the Coconuts. Sie ist auch auf Alben von Jazzgruppe 90, Maria Montell, Josefine Cronholm / Steen Rasmussen, Benjamin Koppel, Fredrik Lundin, Ole Matthiessen und Hanne Boel zu hören. Tom Lord zufolge war sie zwischen 1991 und 2017 an 15 Aufnahmen im Bereich des Jazz beteiligt.